# Schriftstellerkongress
Ein Schriftstellerkongress ist eine Veranstaltung zur Vertretung der Interessen von Schriftstellern, oft auch im Zusammenhang mit dem jeweiligen politischen System. Sie finden und fanden zumeist auf nationaler Ebene statt. Seit der ersten Hälfte des 20. Jahrhunderts gab es zudem Bestrebungen, sich auch auf internationaler bzw. europäischer Ebene auszutauschen. Unter wechselnden Namen und Organisatoren lässt sich schwer auf eine einheitliche Geschichte zurückblicken.

## Internationale Schriftstellerkongresse

### Kongresse des P.E.N.
Der erste internationale Kongress des P.E.N. fand 1923 in London statt. In der Gegenwart wird jährlich ein Kongress in einem anderen Mitgliedsland ausgetragen.

### Internationale Schriftstellerkongresse 1935–1939
Im Jahr 1935 organisierte der sowjetische Schriftsteller Ilja Ehrenburg gemeinsam mit den französischen Autoren André Malraux, André Gide, Jean-Richard Bloch und Paul Nizan einen Internationalen Schriftstellerkongress zur Verteidigung der Kultur im Juni 1935 in Paris. Zu den Teilnehmern gehörten neben André Breton, Tristan Tzara, Louis Aragon, Aldous Huxley, Edward Morgan Forster, auch deutschsprachige Schriftsteller wie  Bertolt Brecht, Heinrich Mann, Ernst Toller, Anna Seghers, Robert Musil, Gustav Regler, Ferdinand Hardekopf und Egon Erwin Kisch.
Auch der Zweite Internationale Schriftstellerkongresses zur Verteidigung der Kultur wurde von Ilja Ehrenburg organisiert, er tagte im Juli 1937 zunächst in Valencia, dann in Madrid und schließlich in Paris. Teilnehmer waren unter anderem André Malraux (Frankreich), Octavio Paz (Chile) und Pablo Neruda (Chile).
1939 fand in New York ein weiterer internationaler Kongress  „Exilkongreß“ statt, der ganz im Zeichen des Themas Exil und Exilliteratur stand (Exilkongress).

## Deutsche Schriftstellerkongresse

### Gesamtdeutsche Schriftstellerkongresse 1945–1948
- Erster Deutscher Schriftstellerkongress 4.–8. Oktober 1947 in Berlin; einberufen vom Kulturbund zur demokratischen Erneuerung Deutschlands und dem Schutzverband Deutscher Autoren (SDA)
- II. Schriftstellerkongress 18.–19. Mai 1948 in Frankfurt am Main; Diskrepanzen zwischen Ost und West werden spürbar; Gründung der Gruppe 47, die sich bis 1967 ohne feste Organisationsform trifft (BRD).

### Schriftstellerkongresse in der DDR
In der DDR fanden zehn Schriftstellerkongresse zwischen 1950 und 1990 statt. Diese sollten vor allem dem Austausch zwischen den Autoren dienen, sie wurden aber immer auch als repräsentative Veranstaltungen der Kulturpolitik der DDR inszeniert. Deshalb waren neben Schriftstellern auch stets führende Vertreter der SED vertreten, darunter ab 1973 der Staats- und Parteichef Erich Honecker. 
Offizieller Organisator war der Deutsche Schriftstellerverband (später Schriftstellerbverband der DDR), die Veranstaltungen fanden in Berlin statt, in Gebäuden wie dem Palast der Republik (1978) oder der Kongreßhalle (1987).
Auf den Treffen wurden teilweise auch offene Diskussionen ausgetragen, besonders beim X. Schriftstellerkongreß 1987 wurde von einigen Autoren  deutliche Kritik an der Zensur und anderen Missständen geübt.  
| II. Schriftstellerkongreß               | 4.–6. Juli 1950       |
| III. Schriftstellerkongreß              | 22.–25. Mai 1952      |
| IV. Schriftstellerkongreß               | 9.–14. Januar 1956    |
| V. Schriftstellerkongreß                | 25.–27. Mai 1961      |
| VI. Schriftstellerkongreß               | 28.–30. Mai 1969      |
| VII. Schriftstellerkongreß              | 14.–16. November 1973 |
| VIII. Schriftstellerkongreß             | 29.–31. Mai 1978      |
| IX. Schriftstellerkongreß               | 31. Mai–2. Juni 1983  |
| X. Schriftstellerkongreß                | 25.–26. November 1987 |
| Außerordentlicher Schriftstellerkongreß | 1.–3. März 1990       |

### Schriftstellerkongresse in der Bundesrepublik
- Gründungskongress des Verbandes Deutscher Schriftsteller (VS) am 8. Juni 1969
- I. Schriftstellerkongress des VS 20.–23. November 1970 in Stuttgart
- II. Schriftstellerkongress des VS 19.–22. Januar 1973 in Hamburg; Anschluss an die IG Druck und Papier
- III. Schriftstellerkongress 15.–18. November 1974 in Frankfurt/Main
- IX. Schriftstellerkongress 8.–10. September 1989 in Frankfurt/Main

### Deutsche Schriftstellerkongresse seit 1990
- 17.–18. 1990 Februar in Hannover

## Europäische Schriftstellerkongresse seit 2007
Im Oktober 2007 gab es eine literarische Veranstaltungsreihe Europäischer Schriftstellerkongreß in Saarbrücken anlässlich der Beteiligung der Stadt an den Aktivitäten von Luxemburg als Kulturhauptstadt Europas. 
Im September 2009 gab es eine weitere solche Veranstaltungsreihe mit Vorträgen, Gesprächen und Lesungen und zehn geladenen Schriftstellern. Die Sprache der Veranstaltungen war deutsch.
Im November 2010 fand ein Europäisches Schriftstellerparlament in Istanbul statt, das im Rahmen „Kulturhauptstadt Europas“ organisiert wurde und auf eine Idee von José Saramago und Orhan Pamuk von 2007 zurückging. Vier Kommissionen tagten zu für Schriftsteller relevanten Themen. Tagungs-Sprache ist Englisch.
„European Writers' Congress“ war die ehemalige Bezeichnung des Dachverbandes European Writers Council (EWC), in dem etwa 50 Schriftsteller- und Übersetzerverbänden aus 34 Ländern zusammengeschlossen sind.

## Weitere nationale Schriftstellerkongresse

### Sowjetunion

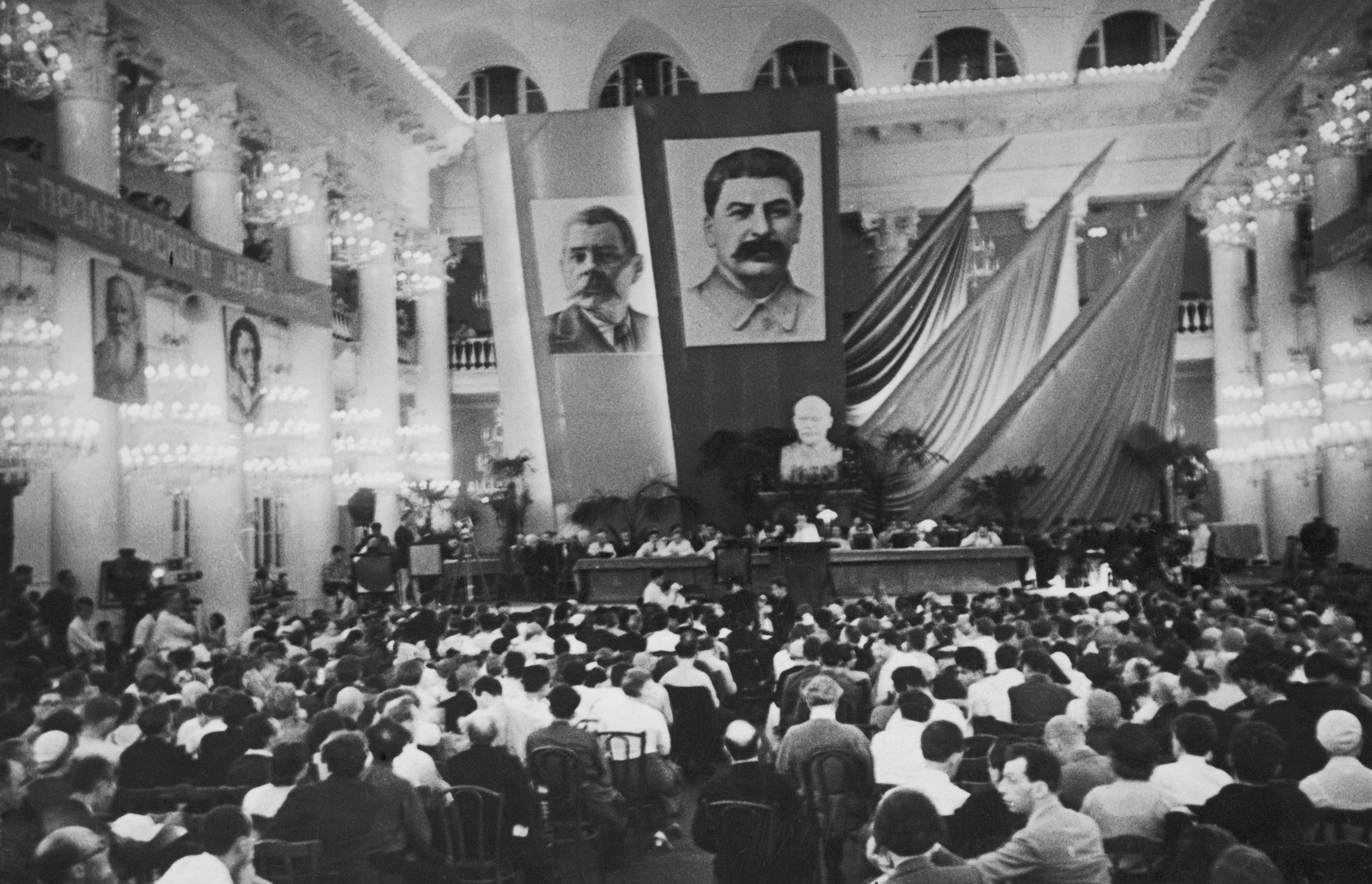
Schriftstellerkongress 1934

Im August 1934 fand der erste sowjetische Schriftstellerkongress in Moskau mit 591 Autoren von 52 Nationalitäten des Landes statt. Dort wurde der sowjetische Schriftstellerverband gegründet und die Doktrin vom sozialistischen Realismus  als verbindliche künstlerische Methode festgelegt.
Ein Teil der Delegierten hatte sich in der Diskussion noch größere Freiheiten und Vielfältigkeit in literarischen Themen und Formen erhofft, die dann aber abgelehnt wurde. 